# Kwas cynamonowy
Kwas cynamonowy – organiczny związek chemiczny, kwas karboksylowy zawierający pierścień benzenowy oraz wiązanie podwójne. Jest stosowany w kosmetyce i medycynie jako środek przeciwbakteryjny.

## Występowanie
Występuje w balsamie peruwiańskim.

## Otrzymywanie
Otrzymywany syntetycznie z aldehydu benzoesowego w reakcji Perkina przez ogrzewanie benzaldehydu w obecności bezwodnika octowego:

## Biochemia
Kwas cynamonowy jest związkiem pośrednim w biosyntezie fenylopropanoidów z kwasu szikimowego. Kwas szikimowy jest prekursorem wielu alkaloidów, kwasów aromatycznych i pochodnych indolowych. Fenylopropanoidy to klasa metabolitów pochodzących od fenyloalaniny. Są szeroko rozpowszechnione w roślinach pełniąc wiele funkcji w mechanizmach obronnych, pigmentyzacyjnych, czy przekazywania sygnałów. Fenyloalanina zostaje najpierw przekształcona w cynamoniany, a następnie w kumaryniany, kawowiany, feruliany, synapiniany. Kwas cynamonowy jest więc prekursorem tych kwasów.

## Zastosowanie
Estry metylowe, etylowe i benzylowe kwasu cynamonowego wykorzystuje się komercyjnie w przemyśle perfumeryjnym. Kwas cynamonowy i jego pochodne zawierające ugrupowania estrowe, bądź karboksylowe są wykorzystywane jako istotne składniki substancji aromatycznych, perfum, wyrobu syntetycznego indygo i farmaceutyków oraz barwników.
Kwas cynamonowy może działać jako filtr optyczny lub dezaktywować cząsteczki, które zostały wzbudzone przez światło w celu ochrony polimerów i substancji organicznych. W kosmetyce cynamoniany są używane jako środki przeciwsłoneczne do ochrony skóry przeciw promieniowaniem UV (UV-A i UV-B).

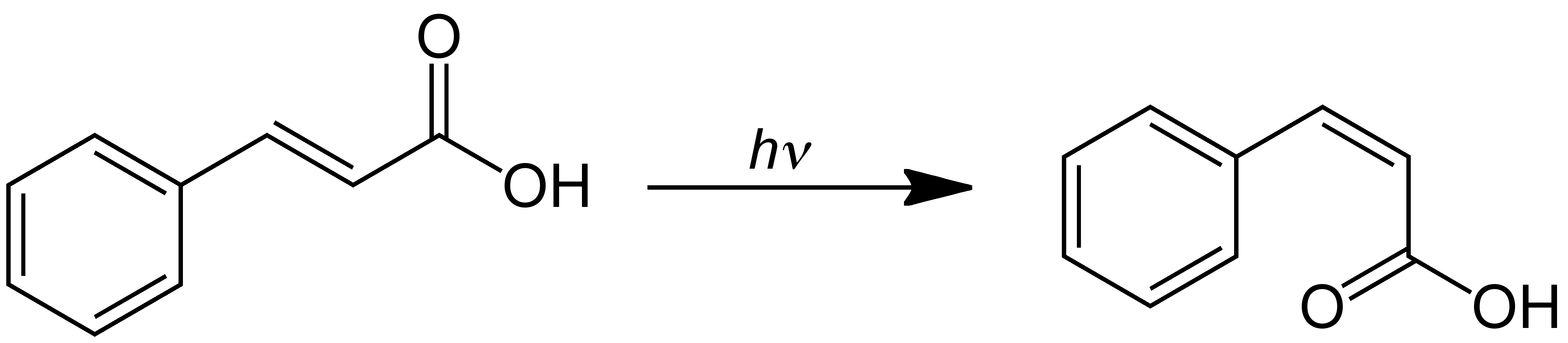
Podczas naświetlania kwas cynamonowy ulega fotoizomeryzacji